# بارت سیبرل
بارت وینفیلد سیبرل (انگلیسی: Bart Winfield Sibrel) زاده ۶۴ یا ۱۹۶۵م، یک نویسنده و فیلمساز آمریکایی است. سرشناسی وی بیشتر مدیون نظریاتی است که او در مورد جعل برنامه فضایی آپولو توسط ناسا و تحت سرپرستی سیا پرداخته است. او تا به حال چهار فیلم مستقل برای ترویج ایده‌های خود ساخته است که اولین آنها اتفاق بامزه‌ای در راه ماه بود.
سیبرل در یکی از آثارش ضمن فیلم‌برداری از خود از فضانوردان مختلف آپولو می‌خواهد دست خود را روی کتاب مقدس بگذارند و قسم بخورند که واقعاً روی ماه قدم زده‌اند. در یک مورد دیگر سیبرل به بهانه ای دروغین با باز آلدرین فضانورد آپولو ۱۱ در بورلی هیلز ملاقات کرد. این ملاقات منجر به از کوره دررفتن فضانورد و حواله مشتی به سیبرل فیلمساز شد که بیش از پیش به شهرت فیلمساز و تئوریهای توطئه اش افزود.